# Georg Conrad von der Goltz (General, 1852)
Georg Conrad Heinrich Albert Eduard Cuno Freiherr von der Goltz (* 1. September 1852 in Berlin; † 3. April 1930 ebenda) war ein preußischer General der Infanterie, Militärschriftsteller und Komponist.

## Leben

### Herkunft
Georg entstammte dem Weißen Stamm der I. Linie Heinrichsdorf des 3. Hauses Groß-Lauth des märkischen Adelsgeschlechts von der Goltz. Er war das zweite von fünf Kindern und ältester Sohn des preußischen Generals der Infanterie Kuno Freiherr von der Goltz (1817–1897) und dessen Frau Helene (1826–1906), Tochter des Generalleutnants Ernst Maximilian von Troschke. Zu seinen evangelischen Taufpaten gehörte u. a. der preußische Generalleutnant und Kriegsminister Eduard von Bonin. Sein Vater war kurzzeitig für die Konservativen Abgeordneter im Norddeutschen Reichstag.

### Militärkarriere

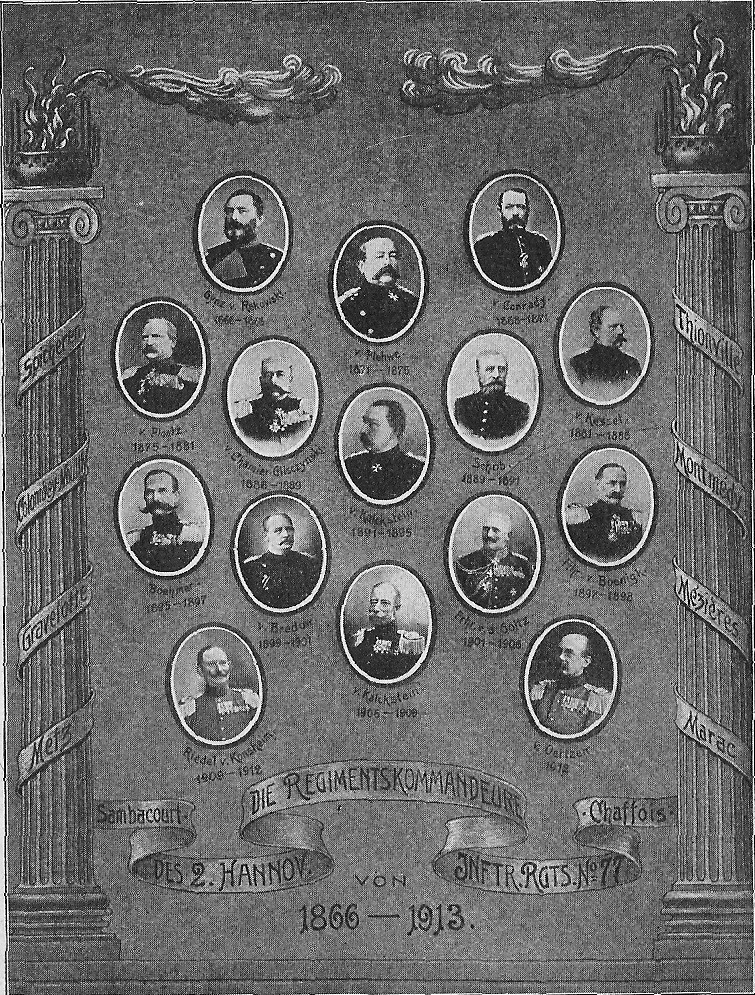
Kommandeure, 2. Hannoversches Infanterie-Regiment Nr. 77, 1866–1913

Nach dem Besuch des Kadettenkorps wurde Goltz nach dem Beginn des Krieges gegen Frankreich am 2. August 1870 als Portepeefähnrich dem 1. Garde-Regiment zu Fuß der Preußischen Armee überwiesen und nahm im Kriegsverlauf an der Belagerung von Paris teil. Ausgezeichnet mit dem Eisernen Kreuz II. Klasse avancierte er am 8. Januar 1871 zum Sekondeleutnant.
Nach dem Friedensschluss war Goltz von Mitte April bis Anfang Oktober 1876 Adjutant des I. Bataillons und absolvierte anschließend zur weiteren Ausbildung für drei Jahre die Kriegsakademie in Berlin. Während dieses Kommandos stieg er Ende November 1878 zum Premierleutnant auf. Am 22. Oktober 1881 erfolgte die Versetzung in das Infanterie-Regiment „Prinz Friedrich der Niederlande“ (2. Westfälisches) Nr. 15, wo er ab Mitte März 1886 als Hauptmann und Chef der 7. Kompanie tätig war. Ende März 1890 wurde er als Adjutant zur 7. Division und kurz darauf Anfang April 1890 zur Großherzoglich Hessischen (25.) Division kommandiert. Unter Belassung in dieser Stellung erfolgte Mitte April 1893 mit seiner Versetzung zum Infanterie-Regiment „Herwarth von Bittenfeld“ (1. Westfälisches) Nr. 13 die Beförderung zum überzähligen Major. Mit der Ernennung zum Kommandeur des IV. Bataillons im Großherzoglich Mecklenburgischen Grenadier-Regiment Nr. 89 trat Goltz am 17. März 1894 in den Truppendienst zurück. Daran schloss sich am 3. Juli 1899 eine Verwendung als Oberstleutnant und etatmäßiger Stabsoffizier im Infanterie-Regiments „Graf Bose“ (1. Thüringisches) Nr. 31 in Altona. Unter Versetzung am 18. Dezember 1901 in das 2. Hannoversche Infanterie-Regiment Nr. 77 beauftragte man Goltz mit der Führung dieses Verbandes und ernannte ihn mit der Beförderung zum Oberst am 27. Januar 1902 zum Regimentskommandeur. Vier Jahre später nach Frankfurt (Oder) versetzt und mit der Führung der 9. Infanterie-Brigade beauftragt, wurde Goltz am 10. April 1906 Generalmajor und Brigadekommandeur. Am 2. April 1909 zunächst mit der Führung der 30. Division in Straßburg beauftragt, wurde Goltz am 20. April 1909 unter Beförderung zum Generalleutnant zum Kommandeur dieser Division ernannt. In dieser Eigenschaft erhielt er den Stern zum Roten Adlerorden und zum Kronen-Orden II. Klasse sowie die Erlaubnis zur Annahme des Großkreuzes des Albrechts-Ordens. Am 17. Januar 1912 wurde Goltz in Genehmigung seines Abschiedsgesuches mit der gesetzlichen Pension zur Disposition gestellt.
Nach seiner Verabschiedung verlieh ihm Kaiser Wilhelm II. anlässlich des 100-jährigen Stiftungsfestes des 2. Hannoverschen Infanterie-Regiments Nr. 77 am 26. März 1913 durch Kabinettsorder die Uniform dieses Regiments.
Während des Ersten Weltkriegs wurde Goltz als z.D.-Offizier wiederverwendet und erhielt das Kommando über die 1. Landwehr-Division, die im Grenzschutz in Nordschleswig stand. Anschließend verlegte sie zur 8. Armee nach Ostpreußen und nahm an Schlacht bei Tannenberg teil. Dafür erhielt er das Eiserne Kreuz I. Klasse. In der Schlacht an den Masurischen Seen konnte er bei Lyck am 12. September 1914 den von drei Seiten erfolgten Angriff russischer Streitkräfte abwehren und ging am Folgetag, unterstützt von Teilen der Lötzener Besatzung, zum Gegenangriff in die Westflanke des Feindes über. Am selben Tag trat die Russen den Rückzug über die Grenze an. Goltz gab Anfang Oktober 1914 das Kommando über seine Division ab und erhielt den Charakter als General der Infanterie.

### Familie
Goltz hatte sich am 15. Oktober 1881 mit der separierten Gutsbesitzerin Susanna, geschiedene von Bannasch, geborene von Hirsch (1852–1891), verheiratet. Nach ihrem Tod ehelichte er am 8. November 1893 in Dresden Sÿbille von Oppel (* 1873), Tochter eines Rittergutsbesitzers und dessen Frau, einer geborenen Freiin von der Brincken. Die Ehen blieben kinderlos.

### Werk
Er veröffentlichte militärische Hefte und war Mitarbeiter der Militär-Zeitung und der Internationalen Revue. Zeitweise stand er der Landesabteilung Elsaß-Lothringen der Deutschen Adelsgenossenschaft vor.
Goltz trat nicht nur publizistisch, sondern auch als Komponist in Erscheinung, so schrieb er die einaktige Oper Myrrah (nach dem dramatischen Gedicht Das Opfer von Wilhelm Walloth). Die Uraufführung erfolgte am 25. August 1903 im Stadttheater Halle. Sein Musikdrama Wittichis (Text nach Felix Dahns Ein Kampf um Rom) wurde 1910 am Schweriner Hoftheater uraufgeführt. 1913 entstand die Ballade Die Jüdin von Worms (Text: Wilhelm Brandes). Darüber hinaus komponierte er den Fackeltanz zur Hochzeit S. K. H. des Prinzen Wilhelm von Preussen, mehrere Walzer (Am Schweriner See, Abendstimmung am Schweriner See und Trinkspruch auf Mecklenburg) und der Grenadiermarsch Oll Drö.

## Schriften
- „Für meinen König!“ Ein dramatisches Gedicht. Mittler & Sohn, Berlin 1884.
- Die Ausbildung der Infanterie für den Angriff. Vorschläge und Erfahrungen. Mittler & Sohn, Berlin 1904.